# تيوفيل أبيغا
تيوفيل أبيغا (بالفرنسية: Théophile Abega)‏ (9 يوليو 1954 - 15 نوفمبر 2012)، لاعب كرة قدم كاميروني، شارك في كأس العالم 1982 بإسبانيا و فاز بكأس أمم إفريقيا 1984 بكوت ديفوار.

## روابط خارجية
- تيوفيل أبيغا على موقع الاتحاد الدولي (مؤرشف)  (الإنجليزية)
- تيوفيل أبيغا على موقع قاعدة بيانات كرة القدم.إي يو (الإنجليزية)
- تيوفيل أبيغا على موقع ناشيونال فوتبول تيمز (الإنجليزية)
- تيوفيل أبيغا على موقع اللجنة الأولمبية الدولية (الإنجليزية)
- تيوفيل أبيغا على موقع أوليمبيديا (الإنجليزية)